# God of Thunder
God of Thunder je píseň americké rockové skupiny Kiss vydaná na albu Destroyer. Píseň byla a je hrána na mnoha koncertech skupiny většinou po basovém solu a chrlení krve Gene Simmonse.Jde o hutnou temnou píseň se zajmavými kytarovými riffy.

## Další výskyt
„God of Thunder“ se objevila na následujících albech Kiss:
- Destroyer - originální studiová verze
- Alive II - koncertní verze
- Killers - alternativní studiová verze
- Gold - koncertní verze
- Double Platinum - remasterovaná verze
- The Box Set - demo verze od Paula Stanleyho
- Kiss Symphony: Alive IV - koncertní verze
- Kiss 40 - demo verze od Paula Stanleyho
- Kiss Alive! 1975–2000 - koncertní verze

## Sestava
- Paul Stanley – zpěv, rytmická kytara
- Gene Simmons – zpěv, basová kytara
- Ace Frehley – sólová kytara, basová kytara
- Peter Criss – zpěv, bicí, perkuse